# 血管内皮細胞増殖因子
血管内皮細胞増殖因子（けっかんないひさいぼうぞうしょくいんし）は、脈管形成（胚形成期に、血管がないところに新たに血管がつくられること）および血管新生（既存の血管から分枝伸長して血管を形成すること）に関与する一群の糖タンパク。英語の vascular endothelial growth factor から VEGF（ブイイージーエフ）と呼ばれることが多い。その他、血管内皮細胞成長因子、血管内皮増殖因子、血管内皮成長因子などと呼ばれることもある。VEGFは主に血管内皮細胞表面にある血管内皮細胞増殖因子受容体 (VEGFR) にリガンドとして結合し、細胞分裂や遊走、分化を刺激したり、微小血管の血管透過性を亢進させたりする働きをもつが、その他単球・マクロファージの活性化にも関与する。正常な体の血管新生に関わる他、腫瘍の血管形成や転移など、悪性化の過程にも関与している。
1983年に、ハーバード大学のDonald R. Sengerらによってマウス腹水から血管透過性を亢進させる物質として発見され、1989年、ナポレオーネ・フェラーラらによってウシ濾胞星状細胞の培養液から45 kDa（キロダルトン）の糖タンパクとしてVEGF-Aが単離、クローニングされた。

## VEGFファミリー
脈管形成や血管新生、リンパ管新生に関与する増殖因子にはVEGF-A、VEGF-B、VEGF-C、VEGF-D、VEGF-E、PlGF（胎盤増殖因子 placental growth factor）-1、PlGF-2の7つがあり、これらはまとめて「VEGFファミリー」と呼ばれる。単にVEGFと呼んでVEGF-Aを指すこともある。
さらにいくつかのVEGFファミリーメンバーは、オルタナティブスプライシング(Alternative splicing)によりいくつかの亜型が存在する。例えばVEGF-Aは、ヒトでは通常アミノ酸数が121個 (VEGF-A121)、165個 (VEGF-A165)、189個 (VEGF-A189)、206個 (VEGF-A206)の4種類が存在する他、VEGF-A145、VEGF-A183といった稀な亜型も報告されている。VEGF-BにはVEGF-B167、VEGF-B186が知られている。

## 遺伝子
7つのVEGFファミリーメンバーはそれぞれ異なった遺伝子を持つ。ヒトVEGF-A遺伝子は6番染色体短腕 (6p12) に存在し、8つのエクソンからなる。ヒトVEGF-B遺伝子は11番染色体長腕 (11q13) に存在する。VEGF-Cは4番染色体長腕 (4q34.1-q34.3) に、VEGF-DはX染色体短腕 (Xp22.31) に存在する。PlGFは14番染色体長腕 (14q24-q31) に存在する

## 機能
7つのVEGFファミリーメンバーはそれぞれ決まったVEGF受容体に結合する。VEGF-AはVEGFR-2（別名KDR、マウスではFlk-1）およびVEGFR-1（別名Flt-1）に、VEGF-BとPlGF-1、PlGF-2はVEGFR1に、VEGF-CとVEGF-DはVEGFR-2およびVEGFR-3（別名Flt-4）に、VEGF-EはVEGFR2に結合する。VEGFR-2はほとんど全ての内皮細胞表面に発現しているが、VEGFR-1およびVEGFR-3は特定の一部の内皮細胞に発現しているのみである。これら内皮細胞表面の受容体にVEGFが結合すると、受容体のチロシンキナーゼが活性化して細胞内にシグナルが伝達され、細胞の機能や構造に変化を与える。
VEGFR-2はVEGF-Aの大部分と結合して血管新生、脈管形成に働き、VEGFR-1は血管新生に関与する他、単球走化作用などに関与する。VEGFR-3はリンパ管新生に関与する。
VEGF-A遺伝子のホモ欠損マウスまたはヘテロ欠損マウスは、脈管形成不全および心血管系の発達異常のために胎生期に死亡し、VEGF-Aは胎生期の発達に必須のものである。一方VEGF-BおよびPIGF欠損マウスは胎生期の脈管形成障害や発達異常をきたさない。VEGF-C遺伝子のホモ欠損マウスは胎生期に死亡し、ヘテロ欠損マウスは出生後にリンパ管の発達異常をきたす。

## 悪性腫瘍におけるVEGF
腫瘍細胞や腫瘍間質は拡散による栄養だけでは不十分で壊死してしまうので、VEGFを産生して血管を腫瘍に引き込み、栄養や酸素を取り込もうとする。
VEGFの過剰発現は腫瘍の血管増生や転移と関連し、また腫瘍の進行や予後不良と相関することが、大腸癌、胃癌、肺癌など様々な癌で報告され、VEGFを標的にした分子標的治療が進められている。

## VEGFを標的にした薬剤

### 抗VEGF抗体
ベバシツマブ（Bevacizumab、商品名アバスチン®）はVEGFのいずれのアイソフォームも認識可能なモノクローナル抗体であり、VEGFに結合してVEGFの働きを阻害する。日本国内では2007年に承認を受け、大腸癌や非小細胞肺癌の治療に用いられる。